# Denis Worrall
Pour les articles homonymes, voir Worrall.
Denis John Worrall (né le 29 mai 1935 à Benoni, province du Transvaal, en Afrique du Sud et mort le 18 mai 2023 à Pinelands au Cap) est un universitaire, diplomate, homme politique et homme d'affaires sud-africain.
Successivement membre du parti uni (1957-1959), du parti progressiste (1959-1960), du parti national (1974-1986), du parti indépendant (1987-1989) et du parti démocratique (1989-1994), il est sénateur pour la province du Cap (1974), député de la circonscription des Gardens (au Cap) (1977-1980) et de celle de Berea (1989-1994). Après avoir été ambassadeur d'Afrique du Sud en Australie (1983-1984) puis au Royaume-Uni (1984-1986), il devient l'un des trois co-dirigeants du parti démocratique. Président de Omega Investment Research en 1990, il quitte définitivement la vie publique en 1994 pour se consacrer au monde des affaires en lien avec le secteur minier.

## Biographie
Né en 1935, Denis Worrall est le fils de Cecil John et Hazel Worrall.
Diplômé d'une maîtrise en philosophie politique de l'université du Cap où il fut vice-président du conseil représentatif des étudiants, Denis Worrall milite dans les rangs du mouvement de jeunesse du parti uni à partir de 1957 et en devient le vice-président pour la province du Cap. Cependant, en 1959, il est membre fondateur du parti progressiste (PP) au côté de son ami Zach de Beer et de dissidents du parti uni. L'année suivante, titulaire d'une bourse Fulbright, il résilie son adhésion au PP pour suivre des études aux États-Unis. 
Après son doctorat obtenu en 1965 à l'université Cornell aux États-Unis, il revient en Afrique du Sud où il enseigne les sciences politiques à l'université d'Afrique du Sud jusqu'en 1969, puis les relations internationales à l'université du Witwatersrand jusqu'en 1973. Directeur de l'Institut pour la recherche économique et sociale à l'université Rhodes en 1973 et 1974, il rejoint le parti national (NP) dont il devient l'un des sénateurs au parlement pour la province du Cap. Lors d'une élection partielle en 1976, il essaye de se faire élire député mais est battu par Harry Pitman (PFP). Lors des élections générales sud-africaines de 1977, Worrall remporte cependant le siège de député du quartier des jardins (Gardens) au Cap.

De 1980 à 1982, Worrall est président de la commission constitutionnelle du Conseil de la présidence. Après un premier poste d'ambassadeur d'Afrique du Sud en Australie (1983-1984), Pieter Botha le nomme, en juillet 1984, ambassadeur au Royaume-Uni. En octobre 1986, le poste convoité d'ambassadeur d'Afrique du Sud aux États-Unis lui est proposé mais il refuse le poste.

Worral démissionne de ses fonctions d'ambassadeur à Londres, invoquant des raisons politiques et revient en Afrique du Sud où il se présente comme candidat indépendant dans la circonscription d'Helderberg face au ministre Chris Heunis lors des élections générales sud-africaines de 1987. Bien que non favori, Worrall n'est battu que d'à peine 39 voix par Heunis qui est alors l'un des principaux ministres du gouvernement PW Botha.
En 1988, Denis Worrall fonde le parti indépendant (IP) mais sous la pression de la partie la plus réformiste ou progressiste de l'opinion publique blanche, décide de participer aux discussions visant à unir les principales formations de l'opposition libérale au gouvernement. En avril 1989, Worrall est avec Wynand Malan et Zach de Beer, l'un des trois co-dirigeants du nouveau parti démocratique. Lors des élections générales sud-africaines de 1989, Worrall est élu député de la circonscription de Berea. En 1990, il prend la direction de Omega Investment Research, une société de conseil en politique et en relations internationales ayant des bureaux en Afrique du Sud, en Angleterre et en Australie et est consultant pour la Banque mondiale de 1991 à 1993. 
Retiré de la vie politique en 1994, il devient vice-président de la Banque internationale de l'Afrique australe (1994 à 2001) puis président de Crown Diamonds NL (2001-2006), une société d'exploration et de développement minier spécialisée dans l'extraction de diamants. De novembre 2005 à mars 2007, Denis Worrall est conseiller de Petra Diamonds, un autre groupe diamantifère. De février 2006 à juillet 2007, il est membre du conseil d'administration de Blackstar plc, un fonds d'investissement et, de 2005 à 2009, président de Ikosis Mining Resources (Pty) Ltd et de NamaKhoi Mineral Resources (Pty) Ltd, deux sociétés minières sud-africaines. Directeur de China Mining Resources Holdings Limited depuis novembre 2007, il est nommé conseiller spécial auprès de China Resources Development Inc. en janvier 2011.
Denis Worrall est mort le 18 mai 2023 à l'hôpital Life Vincent Pallotti du Cap à l'âge de 87 ans,,.

## Vie privée
Marié en juillet 1965 à Anita Denise Lees, Denis Worrall a 3 enfants.

## Ouvrages
- The Republic of South Africa and Detente (1975)
- South Africa: Government and Politics (1975)
- Separate Development: 1970, the Politics of Decolonisation (1970)
- The Politics of Evolution in South Africa (1964)